# So cosa hai fatto (serie televisiva)
So cosa hai fatto  (I Know What You Did Last Summer) è una serie televisiva horror per adolescenti basata sull'omonimo romanzo del 1973 di Lois Duncan. Il romanzo è stato adattato per Amazon Prime Video da Sara Goodman ed è prodotto da Amazon Studios e Sony Pictures Television Studios, in associazione con Original Film, Mandalay Television and Atomic Monster Productions.
Amazon Studios ha annunciato lo sviluppo della serie nel 2019, con Neal H. Moritz e James Wan come produttori esecutivi. È stato ordinato direttamente in serie nell'ottobre 2020. Le riprese si sono svolte a Oahu e sono iniziate a gennaio 2021.
Parte dell'omonimo franchise, la serie è una versione moderna del romanzo originale e dell'adattamento cinematografico del 1997 e segue un gruppo di amici perseguitati da un brutale assassino un anno dopo aver nascosto un incidente d'auto nel quale hanno ucciso una persona. Tra i membri del cast figurano Madison Iseman, Brianne Tju, Ezekiel Goodman, Ashley Moore, Sebastian Amoruso, Bill Heck, Fiona Rene, Cassie Beck e Brooke Bloom.
I primi quattro episodi sono stati presentati in anteprima su Amazon Prime Video il 15 ottobre 2021, con recensioni contrastanti, con i restanti episodi trasmessi su base settimanale.

## Trama
In una città piena di misteri un gruppo di ragazzi è perseguitato da un assassino del quale non si conosce l'identità che sa cosa i ragazzi hanno commesso l'estate precedente dopo la festa di diploma.

## Episodi
| Stagione       | Episodi | Pubblicazione USA | Pubblicazione Italia |
| -------------- | ------- | ----------------- | -------------------- |
| Stagione unica | 8       | 2021              | 2021                 |

## Personaggi e interpreti

### Principali
- Allison Grant (stagione 1), interpretata da Madison Iseman, doppiata da Emanuela Ionica.
La sorella gemella "buona, strana e noiosa" di Lennon con la quale ha una leggera rivalità. Fa parte del gruppo che ha occultato l'incidente avvenuto l'estate scorsa.
- Lennon Grant (stagione 1), interpretata da Madison Iseman, doppiata da Emanuela Ionica.
Popolare sorella gemella di Allison con la quale ha una leggera rivalità.
- Bruce Grant (stagione 1), interpretato da Bill Heck, doppiato da Massimiliano Manfredi.
Il padre di Allison e Lennon, che nasconde loro un segreto. Sa cosa è successo l'estate scorsa.
- Margot Gilbert (stagione 1), interpretata da Brianne Tju, doppiata da Giulia Franceschetti.
La milionaria migliore amica di Johnny e Lennon, anche se è più attratta da lei. Fa parte del gruppo che ha occultato l'incidente avvenuto l'estate scorsa.
- Dylan (stagione 1), interpretato da Ezekiel Goodman, doppiato da Alex Polidori.
L'interesse amoroso di Allison e il migliore amico di Riley. Fa parte del gruppo che ha occultato l'incidente avvenuto l'estate scorsa.
- Riley Thacker (stagione 1), interpretata da Ashley Moore, doppiata da Erica Necci.
Amica e spacciatrice di Lennon nonché migliore amica di Dylan. Fa parte del gruppo che ha occultato l'incidente avvenuto l'estate scorsa.
- Johnny (stagione 1), interpretato da Sebastian Amoruso, doppiato da Federico Campaiola.
Il migliore amico gay di Margot che ha un legame speciale con Allison. Fa parte del gruppo che ha occultato l'incidente avvenuto l'estate scorsa.
- Lyla (stagione 1), interpretata da Fiona Rene.
Un'agente di polizia che svolge le indagini sugli omicidi ed è collegata a Bruce.
- Courtney (stagione 1), interpretata da Cassie Beck.
Donna un po' violenta e madre di Riley che lavora nella casa dei Grant.
- Clara (stagione 1), interpretata da Brooke Bloom.
Una donna misteriosa che sembra avere una connessione con la madre delle gemelle. Lei sa cosa è successo l'estate scorsa.

### Ricorrenti
- Mei Gilbert (stagione 1), interpretata da Sonya Balmores, doppiata da Gemma Donati.
La madre di Margot che la incoraggia a essere un'influencer.
- Dale (stagione 1), interpretato da Spencer Sutherland.
Un giovane del villaggio che ha visto il gruppo di Lennon la notte dell'evento.
- Hannah Scanlon (stagione 1), interpretata da Danielle Delaunay.
- Kelly Craft (stagione 1), interpretata da Chrissie Fit.
L'ex moglie dell'allenatore.
- Ulani Kalama, interpretata da Victoria Schmidt.
Agente di polizia che lavora con Lyla.

## Produzione

### Sviluppo
Il 26 luglio 2019 è stato annunciato che Amazon Studios avrebbe sviluppato una serie televisiva basata sul romanzo del 1973 So cosa hai fatto di Lois Duncan, con Neal H. Moritz e Pavun Shetty di Original Film come produttori esecutivi, James Wan come regista e Shay Hatten come sceneggiatore. Il 14 ottobre 2020, Amazon ha annunciato che Sara Goodman aveva sostituito Hatten come sceneggiatrice della serie. È stato anche annunciato che Goodman e Hatten sarebbero stati produttori esecutivi della serie, insieme a Erik Feig di Original Film e Rob Hackett, Michael Clear e Wan di Atomic Monster. Il 9 dicembre 2020, Craig William Macneill è stato annunciato come regista dell'episodio pilota e produttore esecutivo della serie.

### Casting
L'11 gennaio 2021, Madison Iseman, Brianne Tju, Ezekiel Goodman, Ashley Moore, Sebastian Amoruso, Fiona Rene, Cassie Beck, Brooke Bloom e Bill Heck sono stati scelti per i ruoli da protagonisti. Il 28 gennaio 2021, Sonya Balmores è stata scelta per un ruolo ricorrente. Il 19 febbraio 2021, Spencer Sutherland si è unito al cast in veste ricorrente. Il 22 marzo 2021, Chrissie Fit è stato scelto per un ruolo ricorrente.

### Riprese
Le riprese della serie sono iniziate il 25 gennaio 2021 a Oahu.

## Distribuzione
La serie è stata presentata in anteprima su Amazon Prime Video il 15 ottobre 2021, con i primi quattro episodi disponibili immediatamente e i restanti con cadenza settimanale.

## Accoglienza
Il sito web Rotten Tomatoes riporta un indice di gradimento del 44% con una valutazione media di 5,8/10, sulla base di 32 recensioni. Il consenso della critica del sito web recita: "Uno slasher incruento che non riesce a riprendersi, il cast assassino di So cosa hai fatto l'estate scorsa non può compensare i molti buchi della trama e i colpi di scena insoddisfacenti dello show. Metacritic, che invece utilizza una media ponderata, ha assegnato un punteggio di 45 su 100 basato su 4 critici, indicando recensioni medie o miste.
Meagan Navarro, scrivendo per Bloody Disgusting, ha assegnato alla serie tre stelle su cinque. Navarro ha scritto che " le morti fantastiche e un avvincente mistero di omicidio ti attraggono, anche quando i suoi protagonisti per lo più sgradevoli tendono a polarizzarsi", aggiungendo che "Più la serie avanza, più le cose diventano oscure. Riesce pienamente a garantire un mistero imprevedibile che continua a sorprendere. Quando pensi di aver appreso una rivelazione, la serie fa una scioccante svolta a sinistra ", e ha concluso scrivendo che "[I personaggi] potrebbero non caratterizzarsi bene per lo spettatore, ma la lenta verità gocciolante di chi sono e dei loro molti segreti rende la serie come un orologio a carica''.
Daniel Fienberg, scrivendo per The Hollywood Reporter, ha affermato che, a differenza dei film, gli adolescenti sono utenti di Instagram, affermando che "si tratta solo di qualcosa come Instagram, su un piano puramente pratico, ma porta la miopia esibita nelle versioni precedenti della storia all'estremo", ma ha aggiunto che nonostante una "nuova ripresa [che] ha assolutamente un'angolazione tutta sua e una giustificazione per raccontare questa storia", [la storia] è "mediocre", e ha concluso dicendo che c'è qualcosa di "divertentemente sovversivo" nelle "uccisioni" che definiscono il genere. 

## Colonna sonora
L'album della colonna sonora di So cosa hai fatto è stato pubblicato il 15 ottobre 2021 dalla Madison Gate Records. Si intitola I Know What You Did Last Summer (Music from the Amazon Original Series) e presenta musiche originali dei compositori Drum & Lace e Ian Hultquist.